# Alexander P. F. Ehlers

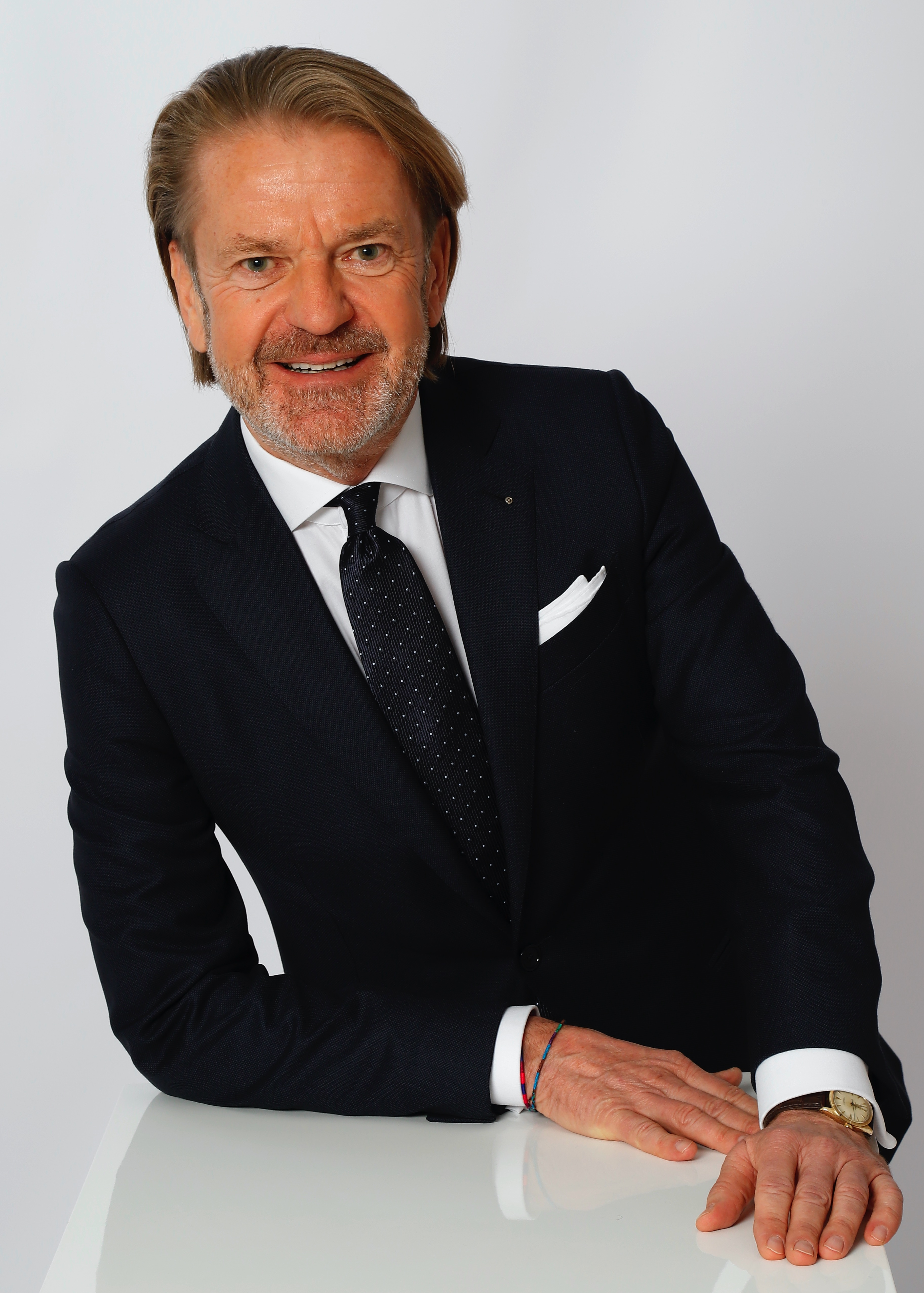
Alexander P. F. Ehlers, 2021

Alexander Paul Friedrich Ehlers (* 2. August 1955 in Berlin) ist ein deutscher Fachanwalt für Medizinrecht und Facharzt für Allgemeinmedizin.

## Leben
Als Sohn des Chirurgen und späteren Klinikdirektors Paul Nikolai Ehlers (1920–2007) und dessen Ehefrau Beate Ehlers, geborene Hussels († 1964), besuchte Alexander Paul Ehlers das Carl-Duisberg-Gymnasiums in Wuppertal, das er 1974 mit dem Abitur abschloss. Es folgten das Studium der Medizin und das der Rechtswissenschaften in Düsseldorf, Heidelberg und München.
Auf Vorschlag des Gesundheitspolitischen Arbeitskreises der CSU (GPA) wurde er als Bundestagskandidat für die CSU für die Bundestagswahl 2017 aufgestellt, wurde aber nicht in den Bundestag gewählt.

## Lebenslauf in der Medizin
Die Approbation erlangte er 1980 in München, die Promotion der Medizin an der Heinrich-Heine-Universität Düsseldorf im Jahr 1981. Nachdem er zunächst 1981 bis 1983 Praxisvertretungen übernommen hatte, war er von 1982 bis 1999 in der eigenen Praxis tätig. In den letzten neun Jahren dieser Zeit engagierte er sich berufspolitisch in verschiedenen Positionen, u. a. in der kassenärztlichen Vereinigung und im Wissenschaftlichen Beirat für das Sanitäts- und Gesundheitswesen beim Bundesministerium der Verteidigung („Wehrmedizinischer Beirat“). Er war Mitglied der „Beratenden Sanitätsoffiziere“ der Sanitätsakademie der Bundeswehr.

## Lebenslauf in der Rechtswissenschaft
Die Promotion der Rechtswissenschaften erlangte er an der Ludwig-Maximilians-Universität München im Jahr 1986. Seit seiner Zulassung 1987 ist er als Rechtsanwalt tätig. Seit 2005 ist er Fachanwalt für Medizinrecht. Darüber hinaus lehrt(e) er an verschiedenen Hochschulen und hält Vorträge im Bereich des Medizin-, Pharma- und Gesundheitsrechts.

## Mitgliedschaften
- Wissenschaftlicher Beirat (1990 bis 1992) der Deutschen Gesellschaft für Medizinrecht sowie deren Generalsekretär (1992 bis 1994)
- American Association of Medicine, Law and Ethics
- Deutsche Gesellschaft für Kardiologie – Herz- und Kreislaufforschung (bis 2008)[1]
- Gründungsmitglied der „Initiative Health Care Bayern“
- Stifter und Vorstandsvorsitzender der 2005 gegründeten Paul-Nikolai-Ehlers-Stiftung in München
- Vorstandsmitglied der Felix Burda Stiftung, Netzwerk Darmkrebs, im Verantwortungsbereich Recht
- Mitglied im Arbeitsausschuss des Bundesverbands der Pharmazeutischen Industrie „Gesundheitspolitik und Kommunikation“, Arbeitsperiode (seit 2010)
- Deutsch-Chinesische Gesellschaft für Medizin (bis 2022)
- Ordentliches Mitglied der Europäischen Akademie der Wissenschaften und Künste (seit 21. Mai 2021; Class V – Social Sciences, Law and Economics)[2]
- Ab Juli 2021 Sprecher des Beirats Gesundheit des Bundesverbands mittelständische Wirtschaft (BVMW)[3]

## Ehrungen
- 2002 Deutscher Arzt Recht Preis.[1]

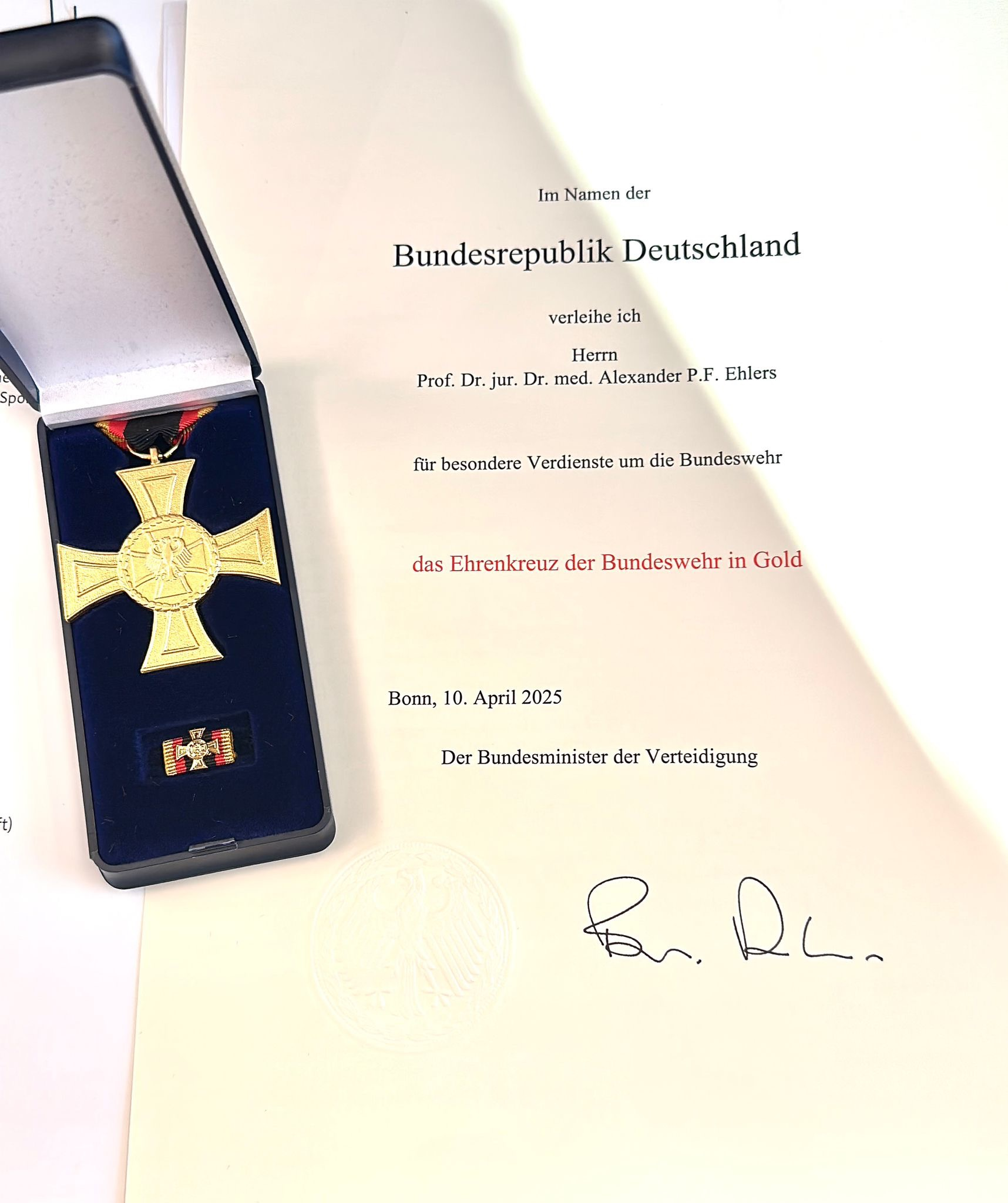
Ehrenkreuz der Bundeswehr in Gold

- 2004 Ehrenmitglied des Bundesverbandes Managed Care (BMC).[4]
- 2011 Träger des Ehrenkreuzes der Bundeswehr in Silber.
- 2016 Ehrenpräsident der Gesellschaft für Recht und Politik im Gesundheitswesen (GRPG), die er von 1994 bis 2015 leitete.[5]
- 2022 Dankesurkunde im Namen der Bundesrepublik Deutschland für langjährig geleistete treue Dienste (zuletzt im Rang eines Flottenarztes der Reserve) für die Bundeswehr und die Sanitätsakademie.
- seit 2022: Wirtschaftssenator h.c.
- 2025 Träger des Ehrenkreuzes der Bundeswehr in Gold.
- 2025 Honorary Chairman of the Conférence Bleue European Lawyers Conference on Pharmaceutical and Health Care Affairs.
- 2025–2027: Ambassador of the Lindau Nobel Laureat Meetings for Physiology or Medicine and especially the Island of Sylt.

## Schriften/Veröffentlichungen (Auswahl)
- „Ist das Verbot von Online-Behandlungen noch zeitgemäß? Das in Deutschland geltende Verbot ausschließlicher Fernbehandlung steht auf dem Prüfstand und deckt sich nicht mehr mit den aktuellen ärztlichen Aufgabengebieten“, in: Jahrbuch Healthcare Marketing 2014, Seite 78–81, in Zusammenarbeit mit A. Erdmann
- „Autonomie der europäischen Gesundheitssysteme in Zeiten von Sparprogrammen“ in: Solidarität und Effizienz im Gesundheitswesen – ein Suchprozess, Festschrift für Herbert Rebscher, 2014,  73 – 80, medhochzwei,  Fink/Kücking/Walzik/Zerth (Hrsg.), Prof. Dr. Dr. Alexander P. F. Ehlers in Zusammenarbeit mit A. Erdmann
- „Zulassung und Erstattung von Arzneimitteln: Zwei verschiedene Rechtssysteme“, in: „Eine Zeitreise durch die 14-jährige Amtszeit als BPI-Vorstandsvorsitzender“, Dr. Bernd Wegener, 2014, in Zusammenarbeit mit A. Erdmann
- „Korruption im Gesundheitswesen – letzter Ausweg Strafgesetzbuch“, in: Gesundheitswesen Aktuell 2014, Beiträge und Analysen, Barmer GEK, Herausgeber Uwe Repschläger, Claudia Schulte und Nicole Osterkamp, 2014, Seite 198–216, in Zusammenarbeit mit S. Graßl
- Medizinisches Gutachten im Prozess, 4. Aufl., C. H. Beck Verlag, München, 2016, S. 1–5.
- „Was kann die Gesundheitswirtschaft von den Staatshilfen des „Euro-Rettungsschirms“ lernen?“, in: Neuvermessung der Gesundheitswirtschaft, Hrsg. David Matusiewitz & Marco Muhrer-Schwaiger, Springer Gabler, 2017, 321 – 329, in Zusammenarbeit mit A. Moroder
- „Die FSA-Kodizes und ihre Durchsetzung - wie konsequent ist das Verfahren vor der Schiedsstelle?“ in: pharmind, Nr. 6, 2016, 869–870, in Zusammenarbeit mit E. Zhuleku
- Kommentar zu „Forderungen nach ‚Kunstfehlern‘ – Wer ist wie häufig betroffen?“, in: Der Internist, Band 57, Heft 9, September 2016, 940–941, in Zusammenarbeit mit A. Moroder
- „Bekannte Wirkstoffe akquirieren – welche strategischen Optionen hat der neue pharmazeutische Unternehmer?“, in: pharmind, Nr. 10, 2016, 1478–1479,
- „Ein Paukenschlag für die Apotheken: die deutsche Arzneimittelpreisbindung ist rechtswidrig“, in: pharmind, Nr. 11, 2016, 1628–1629, in Zusammenarbeit mit M. Bickmann
- „Die Vierte Hürde steht ante portas“, Interview in: market access & health policy, 07/17, Seiten 5–9